# Materia oscura calda
La materia oscura calda è una forma di materia oscura composta da particelle che viaggiano a velocità ultra-relativistiche. Il candidato principale per la materia oscura calda è il neutrino. I neutrini hanno una massa molto piccola e sono insensibili a due delle quattro forze fondamentali: l'interazione elettromagnetica e la forza nucleare forte. Interagiscono invece con la forza nucleare debole e con la gravità e sono estremamente difficili da individuare. Attualmente sono oggetto di studio da parte di alcuni progetti, come l'osservatorio di neutrini Super-Kamiokande, situato a Gifu in Giappone.
La materia oscura è una materia che non può essere individuata tramite la radiazione elettromagnetica, perciò è detta oscura. La sua esistenza è stata postulata al fine di spiegare come si sono formati gli ammassi e i superammassi di galassie dopo il Big Bang. I dati provenienti dalle curve di rotazione delle galassie indicano che circa il 90% della massa di una galassia non può essere visto. Può essere soltanto individuato attraverso il suo effetto gravitazionale. Oltre alla materia oscura calda, è stato postulato che esistano diversi altri tipi di materia oscura: la materia scura barionica e la materia oscura fredda.
La materia oscura calda non è in grado di spiegare come le singole galassie si siano formate dal Big Bang. La radiazione di fondo a microonde, misurata dal satellite COBE, è molto omogenea e le particelle veloci non possono agglomerarsi su questa piccola scala da un ammasso iniziale talmente uniforme. Per spiegare la struttura su piccola scala dell'Universo, è necessario fare riferimento alla materia oscura fredda. Attualmente perciò la materia oscura calda è sempre discussa come parte della teoria della materia oscura mista.